# Ellipsoid Hill
Der Ellipsoid Hill ist ein 1130 m hoher, abgerundeter und teilweise vereister Berg im ostantarktischen Viktorialand. Er ragt nördlich des Blue Glacier zwischen dem Geoid-Gletscher und dem Spheroid Hill auf.
Der Hügel gehört zu einer Reihe geographischer Objekte, die das New Zealand Geographic Board im Jahr 1993 nach Begriffen aus der Geodäsie und Mathematik benannte. Namensgebend ist die Figur des Ellipsoids.